# National Lampoon's Vacation
National Lampoon's Vacation is een Amerikaanse komische film uit 1983 geschreven door John Hughes. De regie was in handen van Harold Ramis.
National Lampoon's Vacation is de eerste in een reeks Vacation-films met Chevy Chase en Beverly D'Angelo in de hoofdrollen. Audrey en Rusty Griswold worden in deze film vertolkt door respectievelijk Dana Barron en Anthony Michael Hall.

## Verhaal
In deze film besluiten de Griswolds naar Walley World te gaan, een megapretpark. Clark heeft de reis precies volgens een schema gepland en daar hoort het gezin zich aan te houden. Tijdens de reis gaan er behoorlijk wat dingen fout. Ze gaan naar neef Eddie die het niet erg goed blijkt te hebben, nemen tante Edna mee die bij hem was ingetrokken en belanden vervolgens samen met haar in een grote zandvlakte waar indianen leven. Als de Griswolds na een lange reis eenmaal zijn aangekomen bij Walley World, staat hen een nog grotere verrassing te wachten...

## Rolverdeling
Hoofdpersonages:
| Acteur               | Personage                |
| -------------------- | ------------------------ |
| Chevy Chase          | Clark Griswold           |
| Beverly D'Angelo     | Ellen Griswold           |
| Dana Barron          | Audrey Griswold          |
| Anthony Michael Hall | Russell 'Rusty' Griswold |
| Randy Quaid          | Eddy Johnson             |
| Miriam Flynn         | Catherine Johnson        |
| Imogene Coca         | Tante Edna               |
| Eddie Bracken        | Roy Walley               |
| John Candy           | Lasky                    |

## Trivia
- Het nummer Holiday Road dat meestal als achtergrondmuziek wordt gedraaid als de Griswolds in hun auto zitten, is van Lindsey Buckingham. Holiday Road is overigens in elke Vacation-film te horen.